# Aulacophora bhimtalensis
Aulacophora bhimtalensis es un coleóptero de la familia Chrysomelidae.
Fue descrita científicamente por primera vez en 1969 por Gangola.